# Medienkonvergenz
Als Medienkonvergenz bezeichnet man in der Publizistik, im Rundfunkrecht und in der Kommunikationswissenschaft die Annäherung verschiedener Einzelmedien. Diese Annäherung kann in Bezug auf wirtschaftliche, technische oder inhaltliche Aspekte analysiert werden – die Grundvoraussetzung für jede Art der Konvergenz ist jedoch die technische Konvergenz (vgl. z. B. van Dijk, 2006; Latzer, 1997). Die technische Konvergenz löst Organisations-, Produktions-, Inhalte-, Nutzungs- und Publikumskonvergenz (vgl. Quandt 2008) aus. Im Rahmen der Konzeption von Konvergenzfolgen muss stets die Möglichkeit der gesellschaftlichen Divergenz mitgedacht werden. Der Fokus bewegt hierbei vom sogenannten „Digital Divide“, also den Fragen und Möglichkeiten des technischen Zugangs, hin zu den kulturellen Kompetenzen und sozialen Fähigkeiten (Medienkompetenz/media literacy; vgl. Jenkins 2009) und nimmt gleichzeitig die Fragmentierung des Publikums in den Blick.

## Beispiel Konvergenz von Telekommunikations- und Unterhaltungsindustrie
Martin Polon prognostizierte bereits Mitte der 1990er Jahre in seinem Essay über Technologie und Spielfilme in der Zukunft eine Konvergenz von Telekommunikations- und Unterhaltungsindustrie; er geht dabei davon aus, dass der Konsument neue Distributionsformen akzeptieren wird:
„Private Haushalte werden über Videokabel und/oder Glasfaserlinie der Telefongesellschaft und/oder direkte Satellitenübertragung mit Unterhaltungs- und Informationsquellen verbunden sein. Die Verbindungen ermöglichen zum Teil gegenseitige Kommunikation wie beim Zweiwegkabel“.

## Beispiel Konvergenz von Computer- und Unterhaltungsindustrie
Nicholas Negroponte vom Media Lab des MIT prognostizierte ebenfalls Mitte der 1990er Jahre eine Annäherung von Fernsehempfänger und Computer; er lässt dabei offen, ob Computer eher zu intelligenten Fernsehern degenerieren oder Fernsehgeräte eher zu Computern mutieren werden. Negroponte meint, beide seien „ein und dasselbe“ und rät den Herstellern von Fernsehgeräten, in die Zukunft zu investieren und PCs zu produzieren.
Der fundamentale Unterschied zwischen heutigen Fernsehgeräten und PCs sei nicht der jeweilige Standort im Arbeits- bzw. Wohnzimmer, deren sozialen Eigenheiten oder der Drang nach Unterhaltung, sondern allein die Frage „wie die Bits ankommen“. Negroponte spielt dabei auf das Push- bzw. Pull-Prinzip an. Er sieht darin allerdings keine entgegengesetzten Prinzipien, sondern eher einander ergänzende Modi beim „Verteilen von Bits“.

## Entwicklungsmöglichkeiten
Generell sind drei Entwicklungstendenzen vorstellbar, wenn ein neues Medium eingeführt wird:
Extinktion
Bei der Ablösung oder Verdrängung wird ein Medium beispielsweise durch eine technische Innovation weitgehend ersetzt. Ein solcher Prozess ergab sich beispielsweise nach der Einführung der Compact Disc (CD), durch die die Bedeutung der analogen Schallplatte als Wiedergabemedium für Sprach- und Tonaufnahmen massiv reduziert wurde. Solche Entwicklungen bilden im Mediensektor jedoch eher die Ausnahme.
Konvergenz und Koexistenz
Bei Annäherungs- und Ergänzungsprozessen wird ein Medium nicht durch ein anderes verdrängt, sondern nur ergänzt; zwei Technologien existieren dann nebeneinander. Ein Grund für Koexistenz kann beispielsweise das Vorhandensein spezifischer Eignungen der Medien für jeweils unterschiedliche Zwecke sein. Einen solchen Prozess gab es beispielsweise nach der Einführung der Musikkassette (MC), durch die die analoge Schallplatte nicht verdrängt wurde.
Evolution
Etwas spezifisches Neues entsteht, wenn ein neues Medium entwickelt wird, das wirklich neuartige Nutzungsmöglichkeiten bietet; andere Technologien werden nicht verdrängt, aber möglicherweise durchaus beeinflusst. Einen solchen Prozess gab es beispielsweise nach dem Durchbruch des Information Superhighway in seiner real existierenden Ausprägung als Internet, welches vollkommen neuartige Möglichkeiten – von Usenet über Peer-to-Peer, Weblogs und Ebay bis hin zu Wikis – bot.

## Forschung
Konvergente Entwicklungen lassen sich in den unterschiedlichsten Kontexten untersuchen.
Das Zusammenwachsen der Medien („Medienkonvergenz“) wurde durch technische Entwicklungen – vor allem die Digitalisierung der traditionellen Medien und die Etablierung des world wide web – ausgelöst und wird durch technische Weiterentwicklungen sowie durch die damit verbundene wirtschaftliche Eigendynamik vorangetrieben. Die Folge sind eine tiefgreifende Veränderung der wirtschaftlichen Grundlagen der Medien sowie eine Neubestimmung der Charakteristika der Mediengattungen und ihrer Abgrenzung voneinander. Daraus resultieren Herausforderungen an die Forschung und Lehre im Bereich der Medientechnik, der Medienwirtschaft und des Medienmanagement.
Den Prozess der Medienkonvergenz kann man als Folge einer verzweigten Kette von Einflussfaktoren begreifen, die bei der Entwicklung der Medientechniken beginnt, die Medienwirtschaft und das Medienmanagement beeinflussen, sich in der Veränderung der Medienberufe und der der Medienangebote niederschlagen, die Mediennutzung und Medienwirkung prägen und nach neuen rechtlichen Rahmenbedingungen für alle genannten Aspekte verlangen.